# 圣方济各堂 (阿尔盖罗)
圣方济各堂（加泰罗尼亚语：Església de Sant Francesc）是一座罗马天主教教堂，位于意大利撒丁岛萨萨里省阿尔盖罗的历史中心区，隶属于天主教阿尔盖罗-博萨教区。该堂供奉圣方济各，建于15-16世纪，是撒丁岛一座典型的的加泰罗尼亚哥特式风格建筑。原始的加泰罗尼亚哥特式部分还能在正祭台、圣坛的小堂和圣体小堂看到。钟楼是16世纪上半叶的。钟楼的历史可追溯至16世纪上半叶。